# Christine Wasterlain
Christine Wasterlain es una deportista belga que compitió en remo. Ganó una medalla de bronce en el Campeonato Mundial de Remo de 1974 y una medalla de plata en el Campeonato Europeo de Remo de 1973.

## Palmarés internacional
| Campeonato Mundial | Campeonato Mundial | Campeonato Mundial | Campeonato Mundial |
| Año                | Lugar              | Medalla            | Prueba             |
| ------------------ | ------------------ | ------------------ | ------------------ |
| 1974               | Lucerna (Suiza)    | Medalla de bronce  | Scull individual   |
| Campeonato Europeo |                    |                    |                    |
| Año                | Lugar              | Medalla            | Prueba             |
| 1973               | Moscú (URSS)       | Medalla de plata   | Scull individual   |